# Racheal Nachula

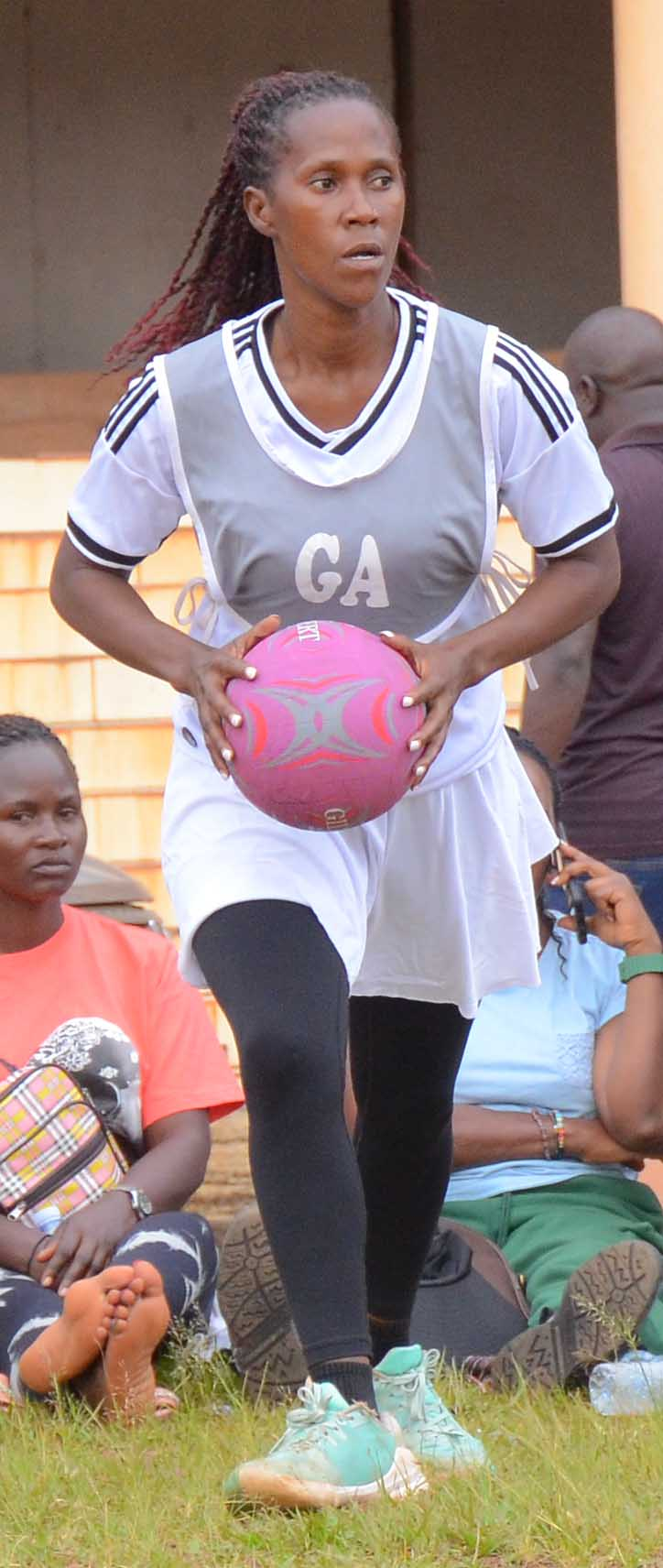
Racheal Nachula (2017)

Racheal Nachula (* 14. Januar 1990 in Lusaka) ist eine sambische Sprinterin.

## Leben
Bei den Leichtathletik-Afrikameisterschaften 2008 in Addis Abeba gewann sie im 400-Meter-Lauf die Bronzemedaille und stellte mit ihrer Zeit von 51,39 s einen Landesrekord auf. Einige Monate später belegte sie bei den Leichtathletik-Juniorenweltmeisterschaften in Bydgoszcz über dieselbe Distanz den vierten Platz. Bei den Olympischen Sommerspielen 2008 in Peking erreichte sie über 400 m die Halbfinalrunde. Dagegen schied sie bei den Leichtathletik-Weltmeisterschaften 2009 in Berlin bereits in der Vorrunde aus.
Racheal Nachula ist 1,64 m groß und hat ein Wettkampfgewicht von 60 kg. Sie besucht die Universität Pretoria und wird von Steve Rautenbach trainiert. Ihre Schwester Rebecca Nachula ist ebenfalls als Leichtathletin aktiv.

## Bestleistungen
- 200 m: 23,41 s, 9. Dezember 2008, Potchefstroom
- 400 m: 51,39 s, 2. Mai 2008, Addis Abeba